# Catonephele chromis
Catonephele chromis är en fjärilsart som beskrevs av Doubleday 1848. Catonephele chromis ingår i släktet Catonephele och familjen praktfjärilar. Inga underarter finns listade i Catalogue of Life.